# Лозница (город, Болгария)
Лозница (болг. Лозница) — город в Болгарии. Находится в Разградской области, входит в общину Лозница. Население составляет 2084 человека (2022).

## Политическая ситуация
Кмет (мэр) общины Лозница — Айхан Мустафов Хашимов (Движение за права и свободы (ДПС)) по результатам выборов.